# الحياة البرية في هايتي

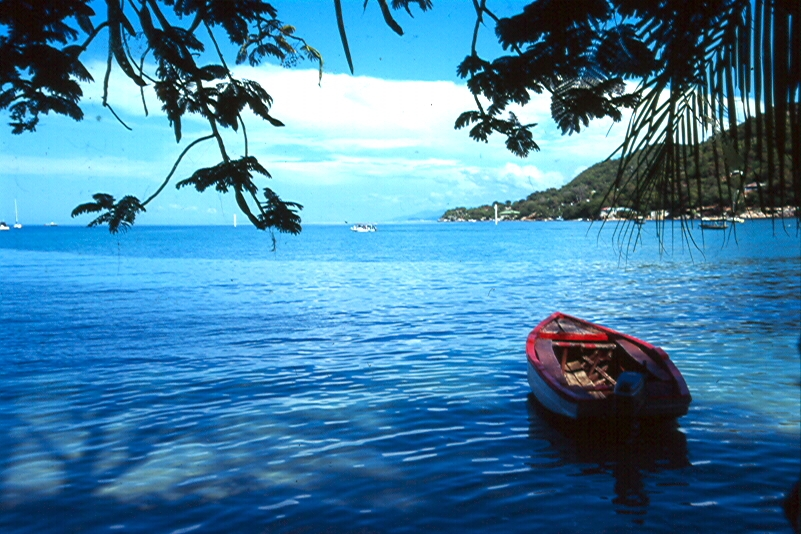
شاطئ لابادي ، هايتي ، بالقرب من كاب هايتيان

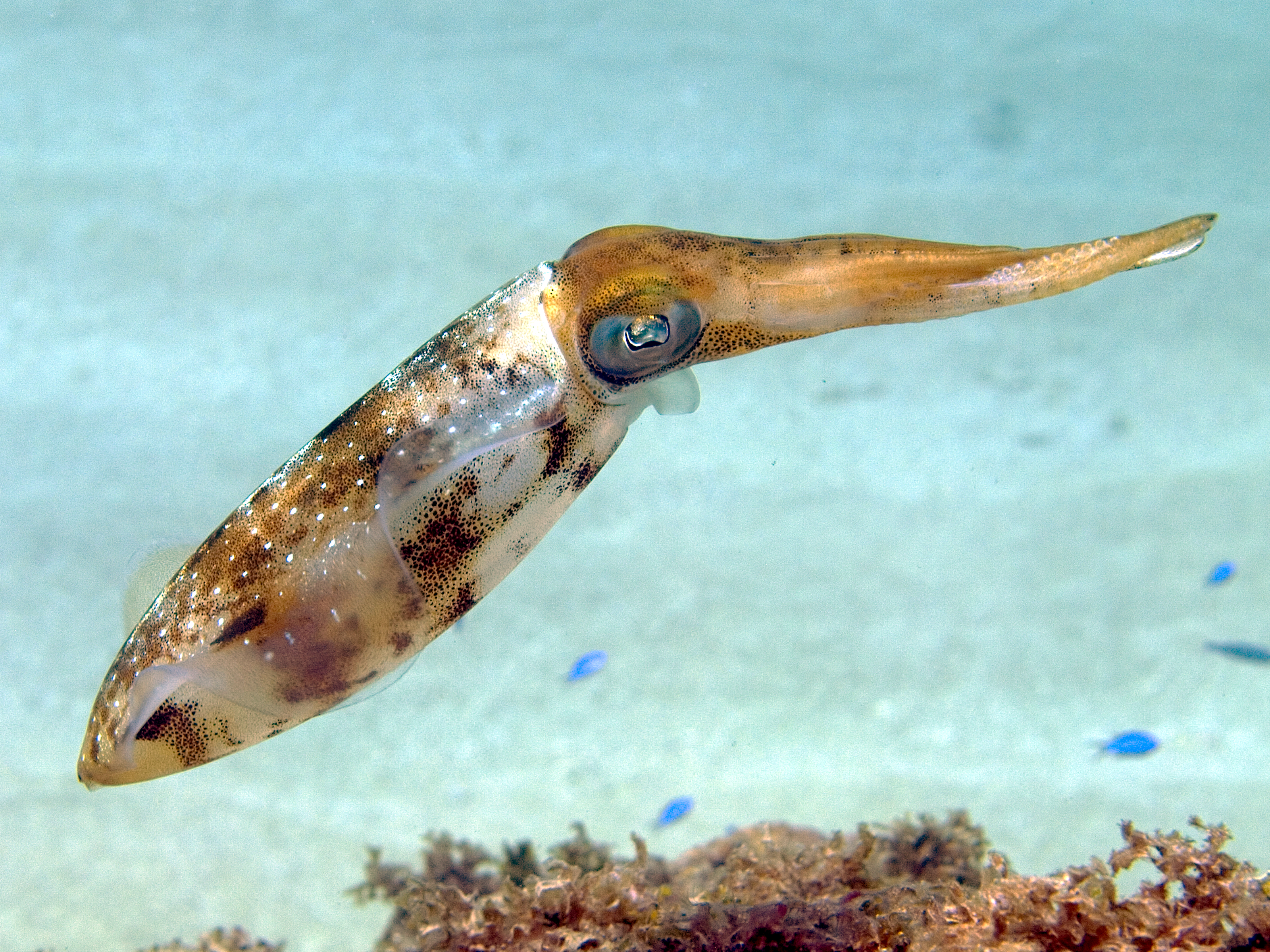
Sepioteuthis sepioidea (الحبار الشعاب الكاريبية). لا فاجيو ، كاب هايتين

تشكل الحياة البرية في هايتي أهمية للبلاد بسبب تنوعها البيولوجي، وبحسب الوكالة التنفيذية لبرنامج الأمم المتحدة للبيئة تعتبر هايتي «واحدة من أكثر الدول أهمية من الناحية البيولوجية في جزر الهند الغربية».إذ تحتوي على قرابة 5600 نوع من النباتات في جزيرة هيسبانيولا، وبعضها لا توجد بأي مكان في العالم غير هايتي.
تمثل المساحة المستوطنة من الجزيرة 36 ٪ فقط من مساحتها، وهي منطقة جبلية، تقع في ثلاثة أرباع هيسبانيولا الغربية وتشترك في الحدود مع جمهورية الدومينيكان.
توجد بهايتي تسع مناطق تتشكل من صحراء منخفضة إلى غابات عالية السحب، بالإضافة إلى أربعة سلاسل جبلية، ومئات الأنهار والجداول والشعاب المرجانية في البحار التي تحيط بالجزر.
تشكل قضايا الأضرار البيئية، وزيادة عدد السكان، وإزالة الغابات والتآكل قلقا للمهتمين؛ حيث لم يبق من الغابات الأصلية سوى 2٪ بسبب أعمال الإزالات. يمتد هذا التدهور من القرن السابع عشر إلى القرن التاسع عشر بدءًا من الاستعمار الفرنسي لهايتي، وتضاعف من خلال الانفجار السكاني في القرن العشرين ولغرض الغابات والصناعات المرتبطة بالسكر فقد تدهورت الغابات والبيئة.